# آیوسازوو
آیوسازوو (به لاتین: Ayusazovo) یک منطقهٔ مسکونی در روسیه است که در باشقیرستان واقع شده‌است.